# Greg Baker
Gregory „Greg” Baker (ur. 16 kwietnia 1968 w Saint Paul, w stanie Minnesota) – amerykański aktor i muzyk.

## Filmografia
| Role główne   | Role główne       | Role główne      | Role główne                               |
| Rok           | Tytuł             | Rola             | Notatka                                   |
| ------------- | ----------------- | ---------------- | ----------------------------------------- |
| 2009 – 2011   | Ja w kapeli       | Burger Pitt      | Produkcja Disney XD                       |
| Role poboczne |                   |                  |                                           |
| Rok           | Tytuł             | Rola             | Notatka                                   |
| 2007          | Kości             | Melvin Gallagher | "Zabójca w betonie" (odcinek 40, sezon 2) |
| 2006-2009     | Hannah Montana    | Pan Corelli      | 9 epizodów                                |
| 2006          | Ostry dyżur       | Highsmith        | "Out on a Limb" (odcinek 262, sezon 12)   |
| 2002          | Lizzie McGuire    | Ochroniarz       | "Grunt to zaufanie" (odcinek 41, sezon 2) |
| 2001          | Prezydencki poker | Dziennikarz      | 1 epizod                                  |